# Rôluŏs (gmina)
Rôluŏs – gmina (khum) w północno-zachodniej Kambodży, w zachodniej części prowincji Bântéay Méanchey, w dystrykcie Svay Chék. Stanowi jedną z 8 gmin dystryktu.

## Miejscowości
Na obszarze gminy położonych jest 7 miejscowości:
- Baek Chan Thmei
- Khvav Kaeut
- Stueng
- Ta Ong Kaeut
- Slaeng
- Rôluŏs
- Ta Sman